# Спортска дворана Обилићево
Спортска дворана „Обилићево“ је бањалучка спортска дворана и културни центар у саставу спортског центра Борик. У дворани „Обилићево“ се одржавају спортска такмичења, превасходно одбојкашка и кошаркашка, као и разне културне манифестације. У саставу Спортске дворане Обилићево се налази и Градско позориште Јазавац, затим биоскопска сала, огранак Народне и универзитетске библиотеке Републике Српске и више пословних простора.

## Положај
Дворана се налази у бањалучком насељу Обилићево на обали ријеке Врбас, односно насупрот тврђаве Кастел. Дворана је добила име по истоименом бањалучком насељу Обилићево у коме се налази.

## Историја
Спортска дворана Обилићево је у састав јавне установе Спортског центра „Борик“ ушла 1995. године.